# Быков, Владимир Александрович
Влади́мир Алекса́ндрович Бы́ков (21 декабря 1927, Белово, Бачатский район, Кузнецкий округ, Сибирский край, РСФСР, СССР — 25 августа 2021, Екатеринбург, Россия) — советский и российский металлург, инженер-конструктор, изобретатель. Лауреат Государственной премии СССР (1967).
Руководитель работ по созданию комплексов оборудования станов горячей прокатки, которые эксплуатируются на металлургических заводах России, ближнего и дальнего зарубежья, в частности, рельсобалочные станы для Китая (Баотоу), Индии, первые в мире рельсотермические отделения для объёмной закалки рельсов в промышленных масштабах для Кузнецкого металлургического комбината и первый в СССР универсальный балочный стан для производства широкополочных двутавровых балок для Нижнетагильского металлургического комбината (НТМК).
Один из создателей первых в СССР криволинейных установок непрерывной разливки стали.
Инициатор внедрения новых современных экономичных форм организации проектирования и изготовления индивидуального оборудования.

## Биография
Родился 21 декабря 1927 года в городе Белово Бачатского района Кузнецкого округа Сибирского края в семье служащих. Отец — Александр Иванович Быков (1902—1991). Мать — Анастасия Яковлевна Быкова (1906—1998). Младший брат — Леонид Александрович Быков (1930—2017). В декабре 1933 года семья Быковых переехала на постоянное место жительства в Свердловск.
В 1941—1945 гг. — будучи ещё школьником, работал учеником разметчика в инструментальном цехе, затем слесарем-разметчиком 5-го разряда на Уральском заводе тяжёлого машиностроения (Уралмашзаводе) для нужд фронта. В этот период сделал первое изобретение (конструкцию ножниц для резки проката), которое было признано лучшим на заводе. Одновременно учился в школе рабочей молодёжи.
В 1945 году окончил среднюю школу города Свердловска.
В 1950 году окончил механический факультет Уральского политехнического института имени С. М. Кирова по специальности «Механическое оборудование металлургических заводов». После окончания института, по просьбе руководства Уралмашзавода, был направлен по распределению на Уральский завод тяжёлого машиностроения (Уралмашзавод). С 1950 года — на Уралмашзаводе.
В 1950—1957 гг. — инженер-конструктор, старший инженер-конструктор бюро прокатного оборудования Отдела Главного конструктора.
В 1957—1960 гг. — руководитель группы бюро прокатного оборудования Отдела Главного конструктора.
В 1960—1977 гг. — начальник бюро прокатного оборудования Отдела Главного конструктора.
В 1977—1997 гг. — заместитель главного конструктора прокатного оборудования Уральского завода тяжёлого машиностроения (Уралмашзавода), ведущий конструктор по оборудованию станов горячей прокатки.
Под его руководством были созданы комплексы оборудования станов горячей прокатки, которые эксплуатируются на металлургических заводах России, ближнего и дальнего зарубежья, в частности, рельсобалочные станы для Китая (Баотоу), Индии, первые в мире рельсотермические отделения для объёмной закалки рельсов в промышленных масштабах для Кузнецкого металлургического комбината и первый в СССР универсальный балочный стан для производства широкополочных двутавровых балок для Нижнетагильского металлургического комбината (НТМК).
В результате его работы были созданы первые в СССР криволинейные установки непрерывной разливки стали.
С его инициативой и активной деятельностью связано внедрение новых современных экономичных форм организации проектирования и изготовления индивидуального оборудования.
Будучи членом Совета главных конструкторов при Государственном комитете СССР по стандартам, внёс рациональные замечания и предложения по отдельным статьям и пунктам закона «Об изобретательстве в СССР».
Автор (вместе с соавторами) 150 авторских свидетельств. Автор многих печатных работ, в том числе научных публикаций, газетных и журнальных статей публицистического характера, 4-х монографий.
Скончался 25 августа 2021 года в Екатеринбурге. Похоронен на Северном кладбище Екатеринбурга.

## Семья
- Отец: Александр Иванович Быков (1902—1991).
- Мать: Анастасия Яковлевна Быкова (урождённая Гейман) (1906—1998).
- Брат: Леонид Александрович Быков (1930—2017).
- Супруга: Галина Леонидовна Быкова (урождённая Машевская) (1928—2008) — дочь советского инженера-конструктора Л. Л. Машевского.
  - Дети: Александр Владимирович Быков (1951—1992), Андрей Владимирович Быков (1955—2010).
    - Внук: Константин Андреевич Быков (род. 1978).

## Награды и премии
- Орден Трудового Красного Знамени (1978)
- Медаль «За трудовую доблесть» (1960)
- Медаль «За доблестный труд в Великой Отечественной войне 1941—1945 гг.» (1949)
- Медаль «Ветеран труда»
- Государственная премия СССР (1967) — за разработку технологии, создание оборудования и внедрение в производство термической обработки железнодорожных рельсов (с коллективом)
- Почётное звание «Заслуженный изобретатель РСФСР» (1965)[1]
- Почётное звание «Заслуженный рационализатор РСФСР» (1965)[1]
- Звание «Почётный работник Министерства тяжёлого машиностроения СССР»
- Занесён в Книгу Почёта Уральского завода тяжёлого машиностроения (Уралмашзавода) (1961)
- Занесён в Книгу Почёта НИИ Тяжмаша Уральского завода тяжёлого машиностроения (Уралмашзавода) (1965)